# あきまん
あきまん（1964年（昭和39年）7月21日 - ）は、日本のゲームクリエイター・イラストレーター・キャラクターデザイナー・漫画家・元アニメーター。
男性。北海道釧路市出身。本名は安田 朗（やすだ あきら）。

## 人物
幼少時にはダリやドガなどの美術に影響を受ける。小学生のときに先生に褒められたことがきっかけで本格的に美術に目覚める。しかし、中学時代に安彦良和の戦場の絵を見て絵の方向性が変わったという。地元には就職先が無かったため、新聞奨学生として東京デザイナー学院（現東京ネットウエイブ）に入学。眠るのが好きなので、授業中に寝てたり、課題を出さないことがよくあったという。
その後、親に黙って東京デザイナー学院中退後、趣味でパソコンを使ってアニメのイラストなどを描いていたが、新聞屋を辞めて、みゆきプロダクションへ入社。アニメーターになる。アニメスタジオでは『コンポラキッド』や『北斗の拳』の動画を描いていたが、賃金の低さから電車賃さえなくなり、数か月で辞める。この時、漫画家やイラストレーターなども考えたが諦めて、体力を使わないように毎日天井を見つめていたという。それを見た彼女に仕事を探せといわれたので、求人誌で広告の仕事を見つける。しかし、実際に行ってみると広告屋ではなくゲーム会社であり、1985年に株式会社カプコンに入社。この頃のペンネームはAKIMAN（これは「アキラマン」を省略した、『ドラゴンクエスト』のプレイネームである）。
カプコン時代はアートディレクターとして数々のタイトルに携わり、『ファイナルファイト』『ストリートファイターII』などでプランナーとしても才能を発揮。同ゲームは世界的なヒットとなった。
現在はフリーランスとなり、愛称である「あきまん」を主に著作者名として使用している。本人によると基本は「あきまん」、サンライズ作品では「安田朗」、マックスファクトリー商品では「akiman」と分けているという。絵を描くにあたり影響を受けたのは安彦良和、フランク・フラゼッタ、N・C・ワイエス。本人いわく「安彦さんが好きで、アニメーターになろうとして失敗してゲーム業界に入ったようなもの」。この他にジム・リーの名前を挙げている。また、筋肉表現は原哲夫の影響が大きい。
キャラクターデザイナーとして有名だが、主にドット絵を制作するドッターとして手腕を発揮し、『ストリートファイターIII』のリュウや春麗などに代表される緻密で職人的なグラフィックは、ゲーム業界内外に多くのファンを持つ。ドットという制約・作業効率上、無駄な装飾や色を排して明確な記号と力強いシルエットで構成された魅力的なキャラクターたちは格闘ゲームのキャラクターという枠を飛び出し、多くのファンを産み、多くのクリエーターを刺激した。しかし、その職人気質な仕事ぶりから期限に間に合わないといったことも多々あり、当時の開発現場では「安田さん待ち」という言葉が生まれたエピソードも。1992年あたりから岡本吉起に「『プリンス・オブ・ペルシャ』のようなアニメ塗りでキャラクターアニメーションさせる手法を取り入れよう」「ドットでグラデーションをつけていくよりセル塗りの方が作業効率がいい」と言われ、本人は「グラフィック自体の情報量が減る分しっかりしたデッサンが必要で、これまで以上に精緻なアニメーションパターンを作らないと間が持てない」「『キャプテンコマンドー』のときに限界までジャギー落としを減らすところまで突き詰め、もうこれ以上はやりたくないしやれない」と考えていたが、岡本にプレッシャーをかけられ仕方なく当時の新規タイトル『ヴァンパイア』からセル塗りにチャレンジした。このときの徹底したキャラクターデザイン監修の甲斐もあり、『ヴァンパイア』は実験作にもかかわらず納得のいくセル塗りとアニメーションパターンになったと語っている。この手法は『ヴァンパイア』シリーズの他、『マーヴル・スーパーヒーローズ』シリーズなどで活かされた。
後輩育成にも貢献しており、同社デザイン室から西村キヌやBENGUSといった人気デザイナーを輩出。『ブレスオブファイア』のキャラクターデザインを担当し、当時『ブレスオブファイアII』の絵柄からの脱却を目指していた吉川達哉もあきまんのアートディレクションを受けたことで画風が一転、現在の作風になったといわれる。販促用イラストやキャラクターデザインを担当していたことでよく勘違いされやすいが、カプコン時代のあきまんは取締役兼デザイン統括であり、デザイン室には所属していない。
カンフー映画や荒木伸吾、『キューティーハニー』に影響を受ける。絵を描き始めると止まらないので、1枚に3週間かけることもあるという。

## 略歴
1980年
- 北海道釧路北陽高等学校入学。

1983年
- 専門学校東京デザイナー学院商業デザイン科入学。

1984年
- 同校中退。

1985年
- カプコン東京支社にアルバイトとして採用。入社後の初仕事は『サイドアーム』のキャラクターデザインと背景グラフィック。このほか、ファミリーコンピュータ用ソフト『1942』のパッケージイラストも担当。

1986年
- カプコン大阪本社第3企画室に転属。

1988年
- 『ロストワールド』で企画およびグラフィックデザインを担当。企画として開発に関わった初めての作品でもある。

1989年
- 『ファイナルファイト』の製作に参加。ボーナスステージやキャラクター設定などでアイデアを出し、グラフィックのみならず企画でも制作に貢献した。

1990年
- 『マジックソード』で販促用イラストを担当。アーケード版のポスターではアマゾネスの乳首（乳輪の一部）が描かれていたが、スーパーファミコン版のパッケージではその箇所がレタッチされ消された。

1991年
- 『ストリートファイターII』で春麗やガイルといったキャラクターを生み出し、プレイヤーキャラクターのドット画も手掛けた。同作品はシリーズ化され、カプコンのアーケード黄金期を築き上げた。

1994年
- 『ヴァンパイア』のグラフィックチームの中心として制作に携わる。
- 『エックス・メン チルドレン オブ ジ アトム』でドッターとしてウルヴァリンを制作。販促用イラストも担当した。

1997年
- 『ストリートファイターIII』で全キャラクターのデザインをはじめ、プレイヤーセレクト画やリュウなどのプレイヤーキャラクターのドット画を担当。

1998年
- 有限会社あきまんを設立。カプコンデザイン室にある机2つを分捕って事務所にしていた。
- フジテレビ系アニメ、サンライズ『∀ガンダム』のキャラクターデザインを担当。ここで富野由悠季と親交が深まる。

2001年
- アメリカカリフォルニア州サンディエゴ郡のカールスバッドに移り住み『レッド・デッド・リボルバー』の開発に参加。キャラクターデザインを担当。本タイトルは、北米の開発会社エンジェルスタジオ（Angel Studios）との共同開発であり、現場で直接指揮をとるため、カプコンのプランナーらとエンジェルスタジオのあるカールスバッドに常駐することとなった。
- 角川書店より初の画集『安田朗∀ガンダムデザインズ』が発売。

2002年
- WOWOWのアニメーション、サンライズ『OVERMANキングゲイナー』に参加。メカデザインを担当した。

2003年
- 『レッド・デッド・リボルバー』を共同開発していたエンジェルスタジオが、ゲーム制作会社Rockstar Gamesに買収されたことを契機に、カプコン上層部の判断で開発が打ち切られたため、帰国する。その後、東京に移り住み、6月28日にカプコンを退社。フリーランスとなる。
- セガ『Kunoichi -忍-』の描き下ろしポスターを担当。
- 角川書店『ガンダムエース』にて読み切り漫画『月の風』を発表。

2004年
- 漫画『月の風』の連載スタート。2005年1月まで続く。
- コミックマーケット67（冬コミ）にて初の同人コピー誌「ふゆまん」発売。

2005年
- バンダイ『ガンダム トゥルーオデッセイ 失われしGの伝説』がリリース。メインキャラクターとパッケージイラストを担当。
- 角川書店『ガンダムエース』にてコラム連載開始。
- 幻冬舎コミックス『GIGA69』の表紙イラストを担当。
- 太田出版『CONTINUE』に4コマ漫画『桜田ふぁみりあ』連載開始。
- ソフトバンククリエイティブ『ゲーマガ』にてイラスト『あきまん堂』連載開始。

2006年
- サンライズ『コードギアス 反逆のルルーシュ』のナイトメアデザインを担当。

2007年
- 復刊ドットコムなどでのリクエストが実り、『安田朗 ∀ガンダムデザインズ』が約6年ぶりに重刷された。
- 漫画『月の風』が加筆・修正を加えて単行本化される。
- コミックマーケット73（冬コミ）にて同人誌「ふゆまん2」発売。

2009年
- 機動戦士ガンダム30周年記念大博覧会GUNDAM BIG EXPO（ガンダムビッグエキスポ）で上映されたショートフィルム『リング・オブ・ガンダム』にデザインとして参加。
- 初の個展「あきまん個展」を秋葉原シャッツキステにて開催。

2014年
- 『神話帝国ソウルサークル』のメインイラストレーターを担当[6]。ディレクターの暇空茜と友人になり、2024年に暇空が都知事選に出馬した際にも支持声明を出した[7]。

## 主な関係作品
カプコン時代
- サイドアーム
- 1942
- 井出洋介名人の実戦麻雀
- ロストワールド
- サムライソード
- 麻雀学園 卒業編
- スーパー麻雀○禁版
- ファイナルファイト
- マジックソード
- 戦場の狼II
- ストリートファイターII
- スーパーストリートファイターII
- キャプテンコマンドー
- 天地を喰らうII 赤壁の戦い
- パニッシャー
- ファイナルファイト2
- エイリアンVSプレデター[8]
- ヴァンパイア The Night Warriors
- ヴァンパイア セイヴァー The Lord of Vampire
- パワード ギア[9]
- エックス・メン チルドレン オブ ジ アトム
- マーヴル・スーパーヒーローズ
- ストリートファイターZERO
- ストリートファイターZERO2
- ストリートファイターZERO3
- ウォーザード
- X-MEN VS. STREET FIGHTER
- ストリートファイターIII -NEW GENERATION-
- ストリートファイターIII 3rd STRIKE -Fight for the Future-
- マーヴル・スーパーヒーローズ VS. ストリートファイター
- MARVEL VS. CAPCOM CLASH OF SUPER HEROES
- スターグラディエイター
- 私立ジャスティス学園 LEGION OF HEROES
- 超鋼戦紀キカイオー
- ファイナルファイト リベンジ
- パワーストーン
- パワーストーン2
- 機動戦士ガンダム 連邦vs.ジオン[10][11]

（有）あきまん時代
- ∀ガンダム：キャラクターデザイン
- レッド・デッド・リボルバー：アートディレクター
- オーバーマンキングゲイナー：メインメカニックデザイン
- 月の風：漫画（読み切りと予告編は単行本未収録）

フリーランス時代
- ストリートファイター サーガ 格闘武眞傳：描き下ろしイラスト
- アニメ批評家宣言（藤津亮太著、扶桑社）：表紙イラスト
- Kunoichi -忍-：ポスターイラスト
- ハイパーストリートファイターII 〜アニバーサリーエディション〜：ポストカードイラスト
- 永遠のガンダムシリーズVol.2 語ろうシャア!（レッカ社）：表紙イラスト
- ストリートファイターIII 3rd STRIKE THE LIMITED EDITION：パッケージイラスト
- ガンダムトゥルーオデッセイ 〜失われしGの伝説〜：キャラクターデザイン、パッケージイラスト
- マックスファクトリー オーバーマンキングゲイナー：デザイン監修
- 交響詩篇エウレカセブン ray-line guide：イラストコラム
- ブレイブ ストーリー 新たなる旅人：キャラクターデザイン
- アクスネイクス：コミックバーズ連載 イラストストーリー
- 海洋堂 WSC+ 1/6 キャミィ：パッケージイラスト
- スティックポスター GAINAX エディション：ポスターイラスト（綾波レイ）
- 不思議のダンジョン 風来のシレンDS：パッケージイラスト、キャラクターイラスト
- コードギアス 反逆のルルーシュ：ナイトメアフレームデザイン
- カルドセプト サーガ：カードデザイン（ソードプリンセス グリーンオーガ）
- 三国志大戦DS：女の中の王「郭皇后」のカードイラスト
- アクエリアンエイジ：カードイラスト
- 月に繭 地には果実 From Called "∀" Gundam（幻冬舎ハードカバー版）：表紙イラスト、挿絵
- ディメンション・ゼロ ゼロの末裔：ドラゴンマガジン連載 挿絵
- BLACK OVERMAN'S OVER：ブラックオーバーマン（XAN）デザイン、イラストコラム
- コードギアス 反逆のルルーシュ（DS版）：ナイトメアフレーム（エクウス アクイラ）デザイン
- アイドルマスター：Extend衣装（ナイトメアブラッド）デザイン
- ∀ガンダム 月に繭 地には果実 上・下（講談社BOX版）：巻頭イラスト、挿絵
- Gackt 「nine*nine」特典DVD「食われた羊羹とかじられた蜜柑 9*9」：ジャケットイラスト
- ガンダムウォー 戦場の女神2：カードイラスト（クェス・パラヤ）
- native 1/5 拘束M子：キャラクターデザイン、イラスト
- 機動戦士ガンダム ギレンの野望 アクシズの脅威V：パッケージイラスト
- ユリイカ 2009年4月号：表紙イラスト
- ストリートファイター アート・コミック・アンソロジー：表紙イラスト
- ストリートファイター アートワークス 覇：表紙イラスト、コメント
- テイルズ オブ ジ アビス アニメ公式コミックアンソロジー（角川書店）：裏表紙イラスト
- 化物語：TVアニメ第十話エンドカード
- ALL ABOUT CLAMP（角川書店）：イラスト寄稿（ルルーシュ&スザク）
- 以下略：単行本帯の推薦文、イラスト
- リング・オブ・ガンダム：ガンダムコンセプトデザイン
- GUNDAM ROCK / Andrew W.K.：CDジャケットイラスト
- GUNDAM World Dance Track 0079：CDジャケットイラスト
- ダイナミッククルセイド 鉄の伝説：カードイラスト（キューティーハニー、兜甲児）
- カプコンガールズカレンダー2011：カラーイラスト（7 - 8月）
- ガンダムネットワークオペレーション3：女性オペレーターデザイン、原画
- G-SELECTION ∀ガンダム DVD-BOX：ジャケットイラスト
- ∀ガンダム I 地球光& II 月光蝶 （Blu-ray初回限定版）：ジャケットイラスト
- ストリートファイターIV Volt：スペシャルカードイラスト
- pixiv CALENDAR 2012：カラーイラスト（7 - 8月）
- モーレツ宇宙海賊：アニメーションキャラクター原案
- Musicる TV：歌ウタコ キャラクターデザイン
- コードギアス 亡国のアキト：ナイトメアフレームデザイン原案
- 白貌の伝道師（星海社FICTIONS版）：表紙イラスト、挿絵
- カードファイト!! ヴァンガード：カードイラスト（サイレント・パニッシャー、ネイビードルフィンアムール）
- ストリートファイター X 鉄拳 アートワークス：表紙イラスト
- ストリートファイター X 鉄拳 Defeat at the Crossroad ：表紙イラスト
- TYPE-MOON Fes. オフィシャルパンフレット：カラーイラスト（セイバー）
- モーレツ宇宙海賊 Vol.6（初回限定版）Blu-ray：描き下ろしミニ色紙
- 月刊!スピリッツ 2012年11月号：付録 鉄腕バーディー 単行本掛け替えカバーイラスト
- オーバーマンキングゲイナーBDメモリアルBOX：インナージャケットイラスト
- ヴァンパイア アートワークス：描き下ろしイラスト
- ハイスコアガール 公式ファンブック KAJIMEST：ピンナップイラスト
- モーパイヒロインズ：Febri連載 イラスト
- ドラゴンズクラウン：先着購入特典 アートワーク集 Dragon's Crown Art Works 描き下ろしイラスト
- 戦姫絶唱シンフォギアG：OPバックグラウンドイラスト
- 劇場版 モーレツ宇宙海賊 ABYSS OF HYPERSPACE -亜空の深淵-：アニメーションキャラクター原案
- 神話帝国ソウルサークル：メインイラスト
- ガンダム Gのレコンギスタ：メカデザイン
- 大乱闘スマッシュブラザーズ for Nintendo 3DS / Wii U（プレイヤーキャラクター・リュウ関連で参加[12]）
- ストリートファイターV：春麗のアレンジコスチュームデザイン
- スターオーシャン5 -Integrity and Faithlessness-：キャラクターデザイン
- スターオーシャン:アナムネシス：キャラクターデザイン
- ブレイドスマッシュ：キャラクターデザイン（キワメ）
- スターオーシャン6 THE DIVINE FORCE：キャラクターデザイン
- GODZ ORDER：企画、キャラクターデザイン

## 著作
- 安田朗 ガンダムデザインズ（角川書店、2001年）
- あきまんカバーガールズ（幻冬舎コミックス、2007年）
- あきまん堂 -安田朗 画集-（ソフトバンククリエイティブ、2010年）
- モーレツ宇宙海賊 あきまんデザインワークス（一迅社、2012年）
- モーレツ宇宙海賊 ABYSS OF HYPERSPACE -亜空の深淵- あきまんデザインワークス（一迅社、2014年）
- アドバイス罪という考え方 〜あきまんのネットメディア百年戦争〜（一迅社、2016年）
- 安田 朗 ガンダムデザインワークス（一迅社、2017年）